# Kristiansand Dyrepark
Kristiansand Dyrepark (Kristiansand Dyre- og Fritidspark) udenfor Kristiansand, syd i Norge blev grundlagt i 1964 og har udviklet sig til en af de mest besøgte turistattraktioner i Norge. Parken har mere end 800 dyr af nærmere 100 dyrearter, i tillæg til tivoliområde, Kardemomme by og badepark, og er åben hele året. Parken havde 975.000 besøg i 2012 og passerede en million besøg i 2015.

## Parkens historie
Willy Tjomsaas tog initiativet til parken, og Edvard Moseid, der var parkens direktør til 2000, begyndte at udbygge parken i 1965. Den blev officielt åbnet i 1966. I 1970'erne blev parken kendt som verdens største eksportør af kameler, og i 1980'erne for chimpansen Julius der voksede op hjemme hos direktør Moseid. Julius blev TV-serie og den indtil da største attraktion for parken. I 1983 blev parken udvidet, og kaldes nu dyre- og fritidspark.
Fritidsparken består af et lille forlystelsesområde. Terje Formoe, der arbejdet som markeds- og underholdningsdirektør i parken fra 1984 til 1994 begyndte familieforestillingen Kaptajn Sabeltand, der stadig afvikles i parken om sommeren. Thorbjørn Egners fantasiby Kardemomme by blev åbnet som tema-afdeling i parken i 1991.

## Kristiansand Dyre- og Fritidspark i dag

### Underholdning
- Badeland med badestrand, vandrutsjebane og flere svømmebassiner kræver egen billett.
- Kardemomme by: mød Kasper, Jesper og Jonatan, tante Sofie og Politimester Bastian. Sporvogn, Gamle Tobias` udkikstårn, fængsel med mere. Indkvartering.
- Kaptajn Sabeltands verden. Skibe. Landsby med borg, heksehus og sørøverteater.
- Abra Havn (Pirathavn, indkvartering)
- Tivoliområde
- "Kjuttaviga" med amfiteater scene.
- "Sørlandsbrygga" med restauranter.

### Dyr
- Nordisk vildmark, med ulver, jærv, europæisk los, elg
- Tropisk afdeling: tropiske dyr, inkluderet slanger og øgler og aber
- Afrika: inkluderet giraffer, zebraer, løver, geparder, hyænehunder
- Asi e: inkluderet amurtigere, orangutanger, gibbon
- "Heia": blandt andet dådyr og lama
- "Kutoppen" med bondegårdsdyr

### Besøg
| År   | Antal besøgende |
| ---- | --------------- |
| 1966 | 109 895         |
| 1976 | 190 000         |
| 1986 | 260 000         |
| 1996 | 526 000         |
| 2006 | 626 000         |
| 2009 | 695 000         |
| 2012 | 975 000         |
| 2015 | 1 026 000       |
| 2016 | 1 006 000       |
| 2018 | 996 200         |